# Den sidste Stump af Østervold graves bort for at give Plads til Boulevardbanen
Den sidste Stump af Østervold graves bort for at give Plads til Boulevardbanen er en dansk stumfilmsoptagelse fra 1913 produceret af Politiken-Fonden.

## Handling
Resterne af Øster Vold graves bort af stor dampgravemaskine. Der skal gøres klar til den ny 5-togs strækning til Østerport, Boulevardbanen. Østerport, Boulevardbanen. Politiken-journalist Anker Kirkeby står ved banegraven, hvor et tog kører forbi. Han kaster dagens avis ned i banegraven.